# Gare de Brescello-Viadana
La gare de Brescello-Viadana est une gare ferroviaire italienne de la Ligne de Parme à Suzzara, située sur le territoire de la commune de Brescello dans la province de Reggio d'Émilie. Elle dessert la commune de Viadana, située sur la rive opposée du fleuve Pô, dans la province de Mantoue.

## Situation ferroviaire
La gare de Brescello-Viadana est située au point kilométrique (PK) 25 de la ligne de Parme à Suzzara, entre les gares de Lentigione et de Boretto.
Gare d'évitement, elle dispose d'une deuxième voie pour le croisement des trains.

## Histoire
Construite par la Società per la ferrovia Parma-Guastalla-Suzzara et mise en service en 1883 lors de l'ouverture de la ligne de Parme à Suzzara.

## Service des voyageurs

### Accueil
Gare FER, elle dispose d'un bâtiment voyageurs.
Un passage planchéié permet la traversée de la voie principale et l'accès au quai central.

### Desserte

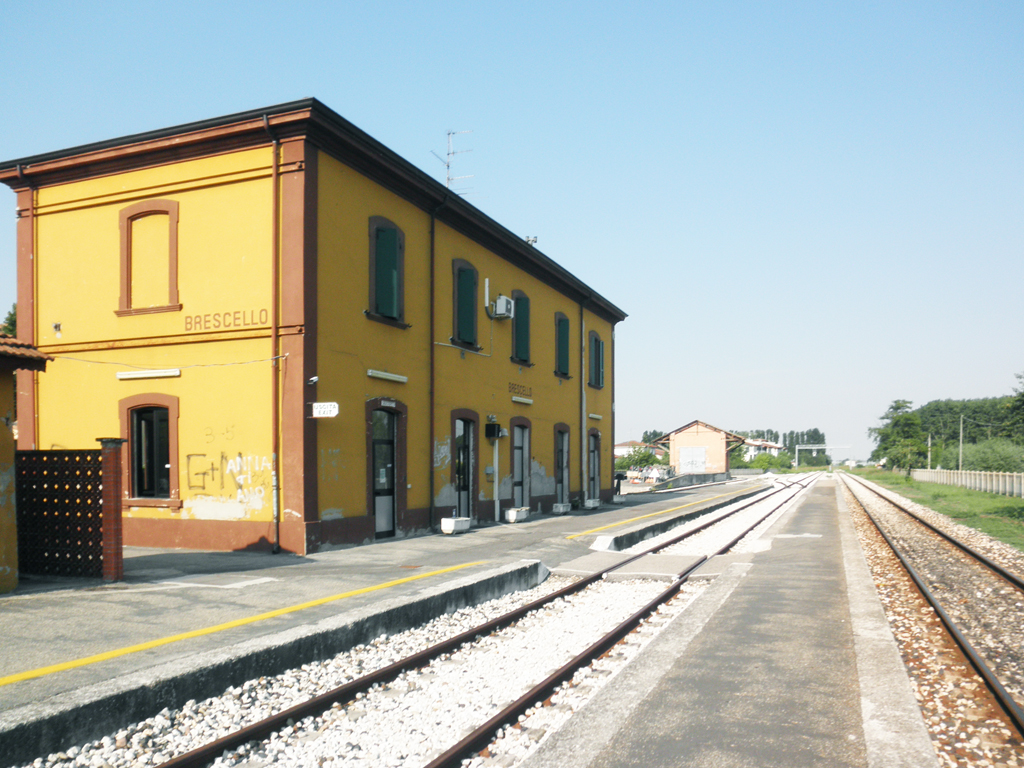
Voies de la gare.

Brescello est desservie par des trains Trenitalia Tper Regionale des relations : Parme - Suzzara.

## Cinéma
La Gare de Brescello a été représentée dans de nombreuses scènes des quatre films de Don Camillo :
- Le Petit Monde de don Camillo (1952)
- Le Retour de don Camillo (1953)
- La Grande Bagarre de don Camillo (1955)
- Don Camillo Monseigneur (1961)

La gare apparaît aussi dans le film La Stratégie de l'araignée (1970) qui change cependant le nom de la ville en Tara. Elle apparaît aussi dans la scène finale du film Don Camillo (1983).